# Ariadne coryta
Ariadne coryta är en fjärilsart som beskrevs av Pieter Cramer 1779. Ariadne coryta ingår i släktet Ariadne och familjen praktfjärilar. Inga underarter finns listade i Catalogue of Life.